# Cando
Cando is een plaats (city) in de Amerikaanse staat North Dakota, en valt bestuurlijk gezien onder Towner County.

## Demografie
Bij de volkstelling in 2000 werd het aantal inwoners vastgesteld op 1342.
In 2006 is het aantal inwoners door het United States Census Bureau geschat op 1113, een daling van 229 (-17,1%).

## Geografie
Volgens het United States Census Bureau beslaat de plaats een oppervlakte van
1,6 km², geheel bestaande uit land. Cando ligt op ongeveer 450 m boven zeeniveau.

## Plaatsen in de nabije omgeving
De onderstaande figuur toont nabijgelegen plaatsen in een straal van 28 km rond Cando.